# J.J. Mann
John Stuart Mann, detto J.J. (East Point, 12 giugno 1991), è un cestista statunitense, professionista in Europa.